# Новогеоргиевка (Эртильский район)
Новогеоргиевка — поселок в Эртильском районе Воронежской области России. 
Входит в состав Первоэртильского сельского поселения.

## География
В посёлке имеются две улицы — им А.И. Усова  и Колхозная.
Посередине посёлка есть водоём и вытекающий из него водоток.

## Население
| 2000 | 2010 |
| ---- | ---- |
| 139  | ↘113 |

Население поселка в 2005 году составлял 147 человек.